# راکنرولا
راکنرولا (انگلیسی: RocknRolla) فیلمی به کارگردانی گای ریچی است که در سال ۲۰۰۸ منتشر شد.

## خلاصه داستان

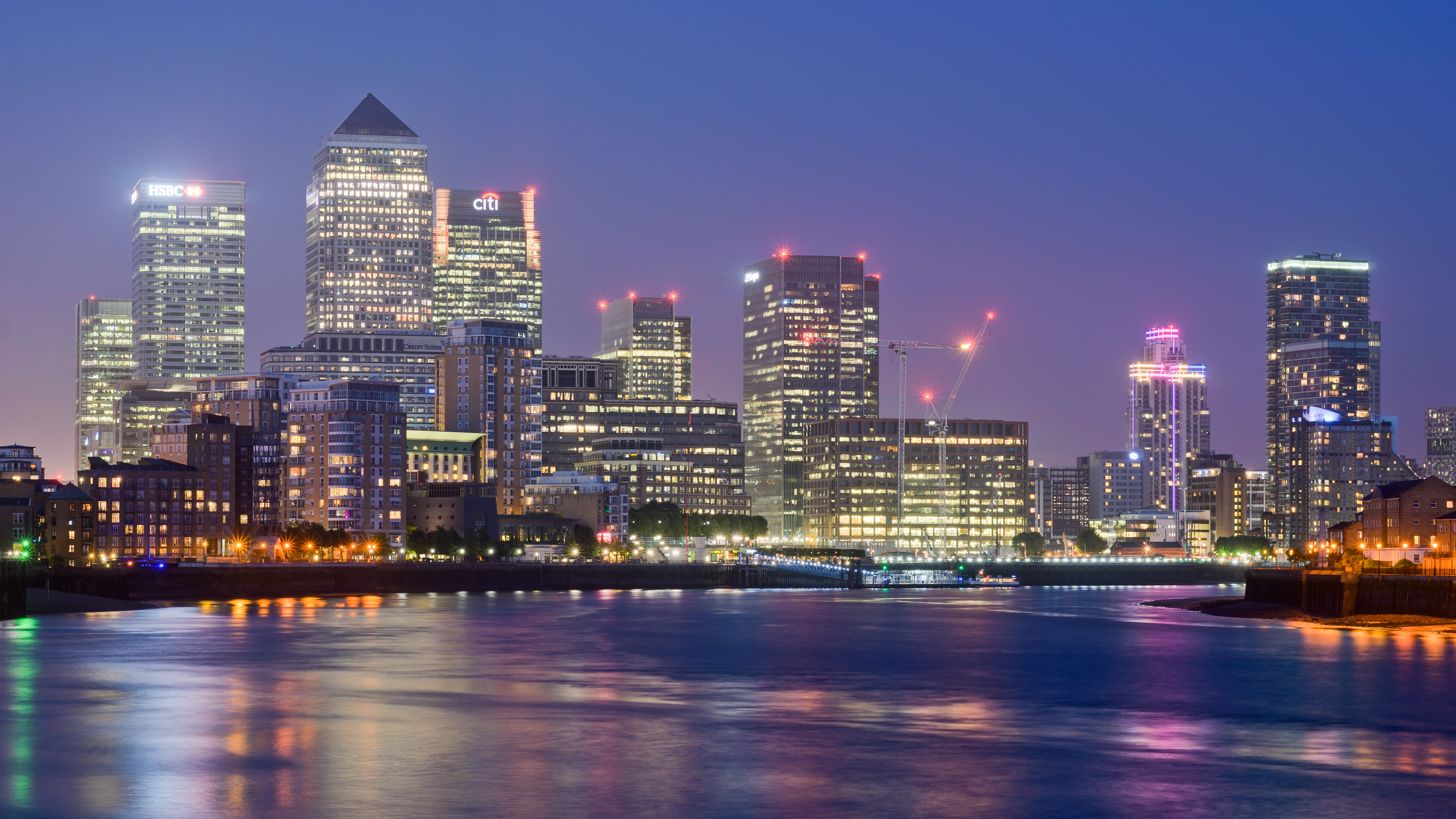
منطقه کاناری وارف که در مقابل آن اوری قایق تفریحی خود را لنگر می اندازد تا تجارت خود در لندن را مدیریت کند.

در لندن، لنی کول، رئیس اوباش، بر تجارت در حال رشد املاک و مستغلات حکومت می‌کند و از یک مشاور فاسد برای تعمیرات اداری و از دست راستش آرچی برای جنبه‌های کثیف کارها استفاده می‌کند. یک تاجر میلیاردر روسی به نام اوری اوموویچ، یک معامله زمین ثابت را برنامه ریزی می کند، و به نظر می رسد کلاهبرداران لندن همگی بخشی از آن را می خواهند - به ویژه حسابدار پنهان اوری ، استلا، و باندی به نام "گروه وحشی" به رهبری کلاهبردار کوچک "One- دو، شریک زندگی او "مامبلز" و راننده آنها "باب خوش تیپ".
اوری با قیمت هفت میلیون یورویی لنی برای رشوه دادن به شورا موافقت می کند و به نشانه اعتماد، "نقاشی خوش شانس" خود را به او قرض می دهد. با این حال، زمانی که یوری ترتیبی می دهد که استلا پول را جابجا کند، او دو بار از او عبور می کند و وایلد باچ را استخدام می کند تا پول را بدزدد. علاوه بر این، جانی کوید، پسرخوانده لنی که معتاد به مواد مخدر است، نقاشی را پس از جعل مرگ خود، از دفتر کار لنی می‌دزدد. لنی و آرچی، میکی و رومن، مدیران استعدادهای سابق جانی را مجبور می‌کنند تا جانی را ردیابی کنند. در یک داستان فرعی، باب خوش تیپ به شوهر همجنس گرا استلا نزدیک می شود، وکیلی که اطلاعاتی در مورد یک مخبر ناشناس قدیمی در حلقه جنایی آنها دارد.
اوری یک بار دیگر به استلا وظیفه می‌دهد تا با وجود سوء ظن فزاینده‌اش به استلا، به طور مخفیانه سود لازم را از دارایی‌هایش دریافت کند. با این حال، وقتی پولدارهای او بار دیگر توسط دسته وحشی دزدیده می‌شوند، دستیارش ویکتور او را متقاعد می‌کند که احتمالاً لنی است که پشت این سرقت‌ها قرار دارد و همچنین عمداً نقاشی خوش شانس اوری را از او دور می‌کند. سپس اوری و ویکتور لنی را به یک بازی گلف خصوصی دعوت می کنند، جایی که ویکتور او را با چوب گلف کتک می زند و با شکستن پای لنی به عنوان هشداری برای بازگرداندن نقاشی خود، کار را تمام می کند.
دوست دسته وحشی، کوکی، به طور اتفاقی این نقاشی را از چند مرد ترک که آن را از مخفیگاه جانی دزدیده بودند، خرید. سپس کوکی نقاشی را به One-Two می دهد، که به نوبه خود آن را به عنوان قدردانی پس از یک برخورد جنسی به استلا پیشنهاد می کند. پس از اینکه استلا آپارتمان خود را ترک می کند، One-Two توسط سرسپردگان یوری غافلگیر می شود ، اما توسط آرچی و یارانش که به دنبال پول اوری آمده بودند، نجات می یابند، و سپس ربوده می شوند.
اوری می خواهد با استلا که مدت هاست او را تحسین می کرد ازدواج کند. او برای خواستگاری به خانه استلا می رود، اما بعد نقاشی را می بیند. استلا دروغ می گوید و می گوید که سال هاست آن را دارد. اوری که از خیانت استلا عصبانی شده است به ویکتور دستور می دهد که او را بکشد.
آرچی جانی، رومن، میکی و دسته وحشی را به انبار لنی می آورد ، جایی که لنی دستور اعدام جانی و دسته وحشی را می دهد. باب خوش تیپ مدارک قانونی مربوط به خبرچین را در جیب خود به آرچی ارائه می دهد. آرچی نام مستعار استفاده شده در اسناد، "Sidney Shaw" را به عنوان متعلق به Lenny می شناسد. لنی با پلیس هماهنگ کرده بود که به طور معمول بسیاری از شرکای جنایتکار (از جمله آرچی) را برای سالها در یک زمان حبس کند تا آزادی خود را تضمین کند و در عین حال جایگاه خود را در دنیای جنایتکار افزایش دهد. آرچی به مردان لنی دستور می دهد تا دسته وحشی را آزاد کنند و لنی را غرق کرده و به خرچنگ ها غذا می دهد .
در آسانسور، جانی به رومن و میکی توضیح می دهد که آنها نیز کشته خواهند شد تا شاهدی باقی نماند و به صورت گرافیکی نحوه اعدام آنها را توضیح می دهد. توصیف او مردی را که مأمور اعدام این سه نفر شده است ناراحت می کند و او را وادار می کند که زودتر اقدام کند. جانی که قبلاً این حرکت را پیش بینی کرده بود، به میکی و رومن هشدار می دهد که مداخله کنند و جلاد احتمالی خود را بکشند. جانی به دو مرد دیگر که در بالای آسانسور منتظر هستند شلیک می کند و با کمک Wild Bunch از آخرین مردان آرچی فرار می کنند.
بعداً، آرچی جانی را از دوره توانبخشی می گیرد و نقاشی خوش شانس یوری را به عنوان هدیه ای به خانه به او می دهد، و خاطرنشان می کند که به دست آوردن این نقاشی "هزینه یک دست و پا برای یک روسی بسیار ثروتمند" شد. جانی اعلام می‌کند که با آزادی تازه‌اش از اعتیاد و ناپدری‌اش، کاری را انجام می‌دهد که قبلاً نمی‌توانست انجام دهد: "تبدیل شدن به یک راکنرولای واقعی

## بازیگران
- جرارد باتلر
- تام ویلکینسون
- مارک استرانگ
- توبی کبل
- تام هاردی
- ادریس البا
- کارل رودن
- تندی نیوتون
- لوداکریس
- جرمی پیون
- جما آرترتون
- جیمی باور
- مت کینگ
- الیور دیمسدیل
- برانسن وب
- رولند مانوکیان